# 別寅かまぼこ
別寅かまぼこ株式会社（べっとらかまぼこ）は、大阪府貝塚市に本社・工場を置く、魚肉練り製品の製造企業。

## 概要
1897年（明治30年）に桑山小助が貝塚で魚屋「魚幸」として創業した。
その後、1908年（明治41年）に、「桑山商店」に改め、魚を日持ちするように販売するため、蒲鉾の製造を開始した。
1929年（昭和4年）に、現在の社名となっている「別寅かまぼこ」を商標として採用。1957年（昭和32年）に株式会社となり、1969年（昭和44年）に商標であった「別寅かまぼこ」を社名に採用した。
長年にわたり、関西テレビの平日夕方のニュース番組のスポンサーを務めている。